# Sun Valley Lake
Sun Valley Lake è un census-designated place (CDP) degli Stati Uniti d'America, situato nello stato dell'Iowa, nella contea di Ringgold. Secondo il censimento del 2020 gli abitanti di Sun Valley Lake ammontavano a 187.